# Draconarius coreanus
Draconarius coreanus là một loài nhện trong họ Amaurobiidae.
Loài này thuộc chi Draconarius. Draconarius coreanus được Kap Yong Paik & Takeo Yaginuma miêu tả năm 1969.